# ばんどり騒動

ばんどりを着用して蜂起する人々

ばんどり騒動（ばんどりそうどう）とは、1869年（明治2年）に越中国新川郡において発生した一揆。『国史大辞典』においては富山県新川郡一揆と題されている。

## 概要
ばんどり騒動は越中国新川郡における凶作を直接的要因として、1869年11月15日（明治2年10月12日）より百姓による集団的嘆願が開始され、同年11月27日（同年10月24日）から同郡の十村等の邸宅へ打ちこわし等の手段を用いて暴動化するに至った一揆であり、当地においてばんどりと称せられる蓑を参加者が纏っていたことを以てこのように通称されている。本騒動の首魁と目された宮崎忠次郎の名をとって忠次郎騒動との通称もある。同年12月4日（同年11月2日）に至るまで郡内各所において破壊活動が継続され、同年12月5日（11月3日）に首謀者が逮捕され鎮圧をみた。
「明治初年の代表的な農民一揆の一つ」といわれ、同時代における会津世直し一揆及び上田贋造二分金騒動と共に史上に重要な事件として評価されている。

## 騒動の背景
1869年（明治2年）の夏、越中国においては例年に比べて雨が長く降り続き、各所においてこの天候不順のために稲熱病が蔓延して稀に見る凶作となった。この凶作にあって礪波郡においては早くから事態を見通し、麦や稗の作付を急がせ、天保年間の凶作を教訓として栃の実や野草等の調理方を垂範し、1869年11月30日（明治2年10月27日）までに勧農局より御取扱米52,415石と銭5万貫あまりを困窮人へ貸渡している。また、礪波郡に加えて射水郡においても金沢藩へ年貢を幾分減免するよう請願がなされていた。しかし、特にひどい凶作に見舞われた新川郡治局においては凶作の際には取籾米や救米といった名目で年貢を減免する加賀藩時代からの慣例に従わず、十村は平年のごとく藩に対して村々の作柄をみて年貢皆済を請負う約定である「秋縮り」を受けさせた。後に至って一旦この秋縮りを受けた以上、年貢の減免は認められないと農民たちが伝え聞いたことが、ばんどり騒動の直接的原因となったのである。
また、1868年4月2日（慶應4年3月10日）には北陸道先鋒兼鎮撫使高倉永祜率いる官兵が富山町に至り、同年5月5日（慶應4年4月13日）に薩長兵等約1000名が東岩瀬港に入ると、越中は越後国や東北方面に対する兵站基地として機能し、軍需品や糧秣の調達や労役等が人々に課役され、越中の農民は時代の変遷を自覚することとなった。1869年7月25日（明治2年6月17日）には前田慶寧及び前田利同はそれぞれ版籍を奉還して、金沢藩及び富山藩の知藩事となったが、旧来の十村制は温存され、上新川においては岩瀬、下新川においては魚津の郡治局がこれを統括していた。時代が改まったにもかかわらず温存された十村制に対する憤懣もばんどり騒動の遠因であって、農民たちはこの騒動を通じて十村の公選制を要求しており、明治維新による新政府に対する人々の期待感が背景にあった。当時の十村制が往々人々を苦しめていたことは、阿部甚十郎の家臣であった中山守衛が明治2年の管見書において次のように述べている。
具体的には1668年（寛文8年）に新京枡を用いることが定められていたにもかかわらず、往々古い枡を用いて米を多く略取し、米の良し悪しを検査する際に敷く筵に零れ落ちた米を着服するといった十村の悪風が指摘されている。『下新川郡史稿』は次のように述べ、騒動の原因はこうした平素からの十村の行状と当年の饑饉における対応にあると論じている。

## 騒動の経過

### 嘆願や集会の拡大
1869年11月15日（明治2年10月12日）に東加積組印田新村領に70から80名の人々が集結したのを端緒として、新川郡内各所において人々による集会が開催され、十村や郡治局に対する集合嘆願が開始された。『越中史料』の引く「新川郡百姓動乱留」によれば、同年11月19日（同年10月16日）に大布施組御用所へ1000人、同月22日（同年同月19日）に魚津郡治局へ嘆願のため下村木村に2000人、同月23日（同月20日）に下布施組の人々が1000人と中加積組中嶋村領に200人集結と新川郡各所へこの動きが波及していった。
同月25日（同年同月22日）には上条組上川原村へ舟橋村や清水堂村等の附近部落民が集結したが、この中には各村の指導者的立場にあった人々も含まれ、彼らは口々に今時の凶作にあって救恤を行わないばかりか、家財を売り払っても年貢を完納せよと迫り、饑餓に苦しむ者は撫育所へ入るよう求めてくるとして十村に対する不満を吐露し合った。こうした集会が夜に及んでも人々が問題解決の糸口が見いだせずにいたところ、塚越村の忠次郎は率先して自ら一命を擲って願い出る旨を申し出、翌26日（23日）に村肝煎へ嘆願したが、全く取り上げられなかったので、彼は直接金沢へ赴き嘆願を行うことを決心した。同夜、再び附近村民が清水堂村にて千人あまり集会し、これに忠次郎も参加した。岩瀬の郡治局からはその鎮撫のため数名の留書足軽が派遣されていたが、人々はこれを追払い、27日（24日）の夜明けと共に寺田極楽寺村の十兵衛宅を襲撃し、空腹を満たし、酒を飲んで若宮川原へ引き上げた。忠次郎はここで金沢への直訴を主張したが、金沢ではなく十村に対して請願すべきであるという人々に押し切られ、金沢への直訴は立ち消えとなった。

### ばんどり騒動への発展
やがて約5000名にまで膨れ上がった人々は漸次暴徒化し、まず弓庄組才許御扶持人十村の神田村結城甚助宅へ向い、炊出しを要求したが多人数を理由として拒まれたので、同宅を打ちこわし、妻子を暴行し、書物や家財を焼き払った。これに続いて高野組平十村の新堀村朽木兵三郎宅を襲撃し、打ちこわしを行った。明けて28日（25日）には人々は上市往来を西に向い、常願寺川にさしかかったところで、鎮撫のために出張してきた新川郡治局下役の岩田大作の一行と際会した。ここにおいて忠次郎らは次のように要求を行った。
岩田大作はこの嘆願を金沢へ伝えることと同年12月2日（10月29日）まで回答する旨を返答し、それまでは騒ぎを起こさないよう農民たちへ説諭した。これを受けて人々は一旦退散したものの、以降も引続き打ちこわしが各所で頻発し、11月28日（10月25日）夜に下条組平十村の湯上野村結城善之丞宅と新田才許の石仏村庄左衛門宅、29日（26日）に広野新村の与助宅、広野村の平右衛門宅、北島村の六右衛門宅、法音寺村の庄右衛門宅及び広野新村の文助宅等、30日（27日）には中加積組平十村の宝田六左衛門宅が襲撃され、また方々で農民たちの集会が行われた。

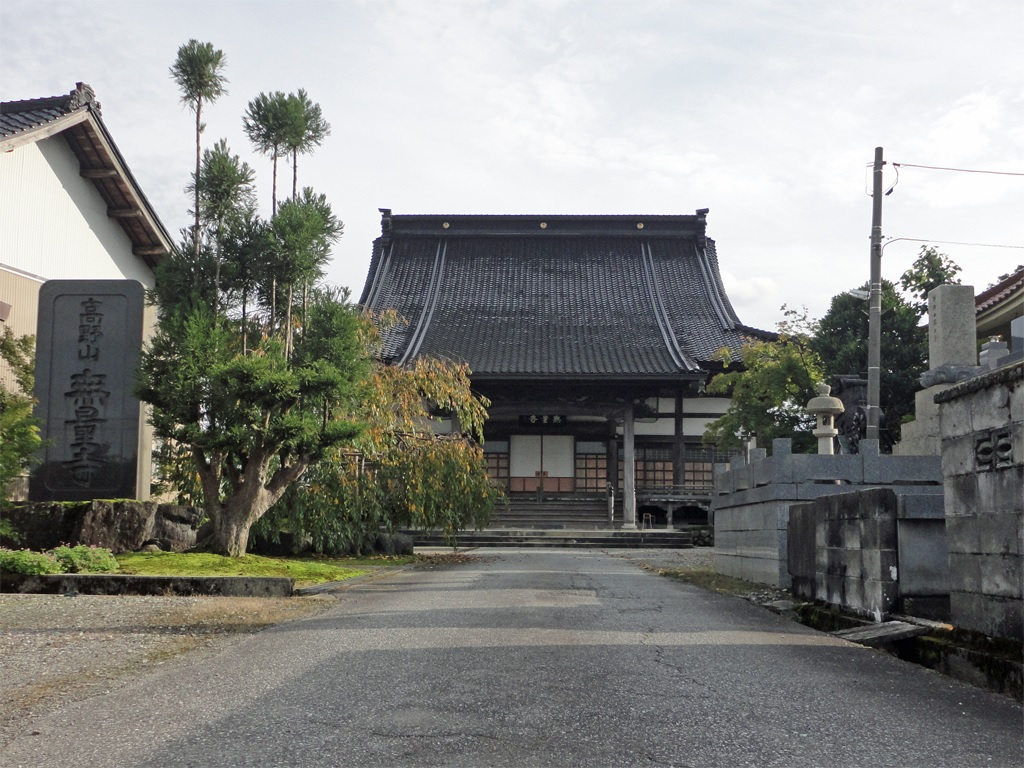
無量寺（中新川郡舟橋村）

金沢からの回答があるべき12月2日（10月29日）を迎えて、竹内村の無量寺には高野村、弓庄村、上条村及び下条村の各組200ヶ村の数千人の農民が集結したが、約束の回答は遂に来たらず、農民たちはついに実力行使を行う決意を固め、忠次郎を駕籠に載せ、「忠次郎大明神」と記した筵旗をたて、法螺貝や太鼓を打ち鳴らして行動に移った。忠次郎は「今度は何れも一心同腹に相成可申、就夫一軒より一人宛罷出候得共、人多に相成候故、後日に至り仮令御穿鑿に相成候ても縛り候にも縄も尽き、牢に入れ候にも入れ所無之故、大勢罷出候事にいたし候事にて、其上何とか申義有之候得は私引請可申候」と人々を激励し、この騒動の棟梁たる立場を明確にした。以降、忠次郎の身辺は厳重に警護され、その妻の実家であった田家村の源四郎も面会が許されなかったという。
人々は二手に分かれて、一隊はまず佐野竹村の宗次郎宅、続いて石仏村の七左衛門宅を襲撃し、上市往来へ向った一隊は上市より北上して、森尻村の結城善之丞宅を襲撃して上市川の堀江橋附近において再び合流した。ここからまた再び隊を分かち、別隊は塚越村の宗三郎と浅生村の伊七郎の指揮するところにより滑川へ向い、本隊は小林村の平十村たる宝田六左衛門宅及び同十村の手代たる栃山七口新村の多助宅を襲撃し、魚津方面へ前進した。こうして12月3日（11月1日）までに相木村まで前進した人々の数は数万にまで膨れ上がっており、吉島村の神保助三郎宅を襲撃したのち、12月4日（11月2日）の夜まで三日市から入膳、泊町の下新川一帯において十村や肝煎の邸宅へ打ちこわしを敢行、その襲撃に遭難した数は43戸に及んだ。
「新川郡百姓動乱留」においてはこの騒動に際しての打ちこわし被害を次のように記している。
12月4日（11月2日）の夜、忠次郎は泊町の小沢屋与三左衛門に招聘され、同人宅において饗応を受けた。小沢家は天保年間に黒部川流域に新田開拓を行い、その功により平十村に任ぜられた地主であったが、同宅においては金屏風に大蠟燭を灯し、また酒に豪奢な羹を供し、家の者はみな袴を着てあたかも大名を迎えるかのように忠次郎を饗し、他にも多くの人々が魚や酒を持参して打ちこわしの勘弁を願う者がひきもきらず訪れたという。伊藤治郎左衛門が当局側へ送った注進状によれば、小沢宅において忠次郎は次のごとく語ったと伝えられる。

### 騒動の鎮圧
一方、新川郡宰たる山本又九郎は、一揆鎮圧のために各所と連絡して金沢からは約370名の火砲方・兵政方が出動し、また富山藩に対しても応援を要請し、一揆の群衆が泊から境を抜けて越後に至り、そのまま江戸方面へ出ることを危惧して、郡治局の兵卒を率いて海上より境に上陸していた。境関所は既に同年2月に廃止されていたが、ここにあった足軽番所の銃卒と合流し、12月5日（11月3日）払暁、小沢宅に睡眠中の忠次郎等を暗殺するため伊藤周造率いる岡群五郎らの探索部隊が襲撃した。この暗殺自体は失敗したものの、やがて境からの軍勢による銃撃によって農民勢は瓦解していき、朝のうちには忠次郎も捕えられ、別隊を率いて行動していた宗三郎や伊七郎も逮捕され、新川郡中において打ちこわしを行ってきた人々はここに鎮圧されるに至った。なお、12月6日（11月4日）には金沢より騒動鎮圧のため中隊二組が出発していた。
加賀藩においては1869年5月7日（明治2年3月26日）に官制を改革し、従前の算用場を廃して会計寮及び民生寮を置き、その下に市制局と郡治局を置いたが、この際に郡奉行のもとにあった与力や足軽があらかた金沢に引き上げることとなり、これがばんどり騒動を大きくした一因ともいわれる。同夜、この騒動を引責して岩瀬郡治局少属後藤喜兵衛は割腹自殺を遂げた。同人の自決は藩庁より「忠誠より出候仕抹、深被遊御感惜候」としてその養子たる正太郎への相続が認められ、また賻金として金10両が送られた。また、「新川郡百姓動乱留」によれば、本鎮圧の過程において銃撃あるいは刃傷により10人が死亡した。

### 獄中における嘆願
かくて捕縛された農民勢のうち、忠次郎を除く首班と目された浅生村の伊七郎、塚越村の宗三郎、寺田極楽寺村の文三郎及び同村の権右衛門は、12月6日（11月4日）より岩瀬の郡治局において詮議を受け、のち金沢へ引致せられたが、12月8日（11月6日）には四名の連署を以て十五箇条に及ぶ嘆願書を提出し、その要求貫徹のための努力を継続した。その内容は次のようなものであった。
以上の通り、本嘆願書においては十村やその手代に掛らない百姓による租米の直納、新京枡への統一、御蔵の管理を百姓に委任し人足料を節減すること、口米と称する手数料や検品時の下敷を百姓に委ねること、天保年間以来度々増額されている手上高や手上免の是正すること、御郡打銀の減税とその監査を行うこと、御返上米を免除すること、肥料の買い上げと配給を行うこと、米価を引下げることを要求しており、鎌田久明は11月28日（10月25日）の忠次郎の要求と総合して、租税徴収の公正や租米の自主管理から進んで十村、手代及び肝煎を百姓が公選すること、租米や雑税の減免、肥料の配給制、一名につき一石二斗と定めた農事雇人の給与減額に対する反対及び諸物価の引下げの五つに農民たちの諸要求を整理している。

### 首班の詮議と処遇
12月8日（11月6日）の嘆願書提出の後も伊七郎をはじめとする四名については、郡治局に拘置の上、取調を継続していたが、12月20日（11月18日）に至って文三郎と権右衛門は放免された。一方、首魁と目された忠次郎については、独り郡治局における詮議も受けず、そのまま金沢の民政所の牢に入れられ、1870年8月18日（明治3年7月22日）よりようやく本格的な詮議が開始された。十数回にわたる詮議のうちに1871年8月29日（明治4年7月14日）の廃藩置県を経て、同年12月9日（同年10月27日）に忠次郎は処刑された。その言い渡しは次の通りであった。
伊七郎については1871年12月15日（明治4年11月4日）に准流10年の刑に処せられたが、夙に病気のため上新川郡肝煎惣代より帰宅願が出されており、また本家の浅生村伊兵衛より償金13両2歩が納付され赦免された。一方、宗三郎は同年2月に獄中死している。

### 十村や手代に対する処遇と救貧策の実施
這般の騒動に際し、藩庁は1869年12月27日（明治2年11月25日）付けを以て新川郡中の十村及び新田才許16名の解任を命じ、新たに18名を撰んで当分才許の任に当たらせた。新任された者のうち、たとえば東加積組当分才許の岡部平右衛門はもと能登国の御扶持人であって卓越した識見を有する人物であったといわれ、この例のとおり他郡において抜きん出て信任の厚かった人々が選ばれて当分才許となっている。なお、岡部平右衛門は本騒動に係る注進状や嘆願書等の史料を蒐集して「去巳年新川郡暴動一件御詮義方留」と題する記録を作成した人物であり、この記録は1930年（昭和5年）11月に小野武夫が平右衛門の後裔たる岡部恒宅に蔵せられていた原本を翻刻しのちに公刊されている。
新任の才許らは各所において人々の宣撫に努め、これが奏功して人心は漸く落ち着き、1870年1月18日（明治2年12月17日）には高野組の大窪新村及び米沢新村、嶋組の向新庄村及び川端村、大三位組の入膳新村及び三位村の大屋村及び横尾村が年貢を皆済し、肝煎に2貫文、組合頭に1貫文、百姓には300文の賞金が下付された。また、同月には才許らの代表が御取扱米39973石と現銭御払米11900石余を含む51300石余と、困窮人取扱の役用のため16万1千貫文の拝借方を願出ている。加えて前年貸渡の丁銭の返上猶予や農民の収入増のために川普請の実施等の策が講じられた。藩庁としても伊七郎の嘆願書にあった肥料たる屎物代の問題について新川郡分として1800貫の無利息での貸与を行い、また他国の米の購入によって食糧問題の解決を図る等の施策を進めている。また貧民救恤策としては、次の布告の通り1870年1月27日（明治2年12月26日）から炊出しを実施した。
救恤策実施のために上下一致の協力が呼びかけられ、1870年2月25日（明治3年1月25日）にはその費用へ充当するため、職員の年俸の半額を寄付させている。その趣意は次の通りであった。

## 後年の研究と評価

### 歴史学者による評価
1903年（明治36年）11月23日から高岡新報に井上紅花が古老への取材を通して『塚越ばんどり騒動』の連載を開始し、1904年（明治37年）3月14日に完結、1933年（昭和8年）には本連載をまとめて紅花叢書の一巻として刊行されている。本書は自ら「此有名なる騒動の顛末を、一篇の文章となしたるもの、未だ之あらず」と称する通り、ばんどり騒動研究の最初期のものであり「騒動研究史の中ではもはや古典的のものとなっているが、必読の書である」と評価されている。こののち、1930年（昭和5年）に小野武夫が『日本農民史料聚粋』に基本史料を公刊し、鎌田久明をはじめとする歴史学者は政治的経済的観点から本騒動の論評を行っていった。
鎌田久明は本騒動における農民らの諸要求を「領主権力および商業・高利貸資本の収奪を排除しつつ、小商品生産者として生長していこうとする封建的農民のそれであり、同時に前期的農業プロレタリアートおよび都市細民層の要求をふくんでいる」とし、しかも十村やその他の村役人の百姓による公選という政治的要求を掲げている点に着目し、「封建的生産関係からの小農民および前期的プロレタリアートの解放をめざしている限り、明らかに市民革命の萌芽である」と評価した。
若林喜三郎は加賀国江沼郡で起こったいわゆるみのむし騒動との比較対象を通じて、「この騒動（引用者註：みのむし騒動）の根底に、「貧農＝小作人とその半身たる前期的プロレタリアート」のエネルギーが秘められており、世直し一揆の範疇に属する点において、ばんどり騒動との類似点を見出すことは容易であろう」と論じている。
坂井誠一は農民らの嘆願書において「御一新の御趣意を以て」との文言が繰り返し用いられていることに着目し、「彼らは明治維新が本質的にはなにか理解できないまでも、自分らの生活を向上させてくれるあたらしい政治を期待していたのである。ことに一揆の要求書には明示されていないが、忠次郎および伊七郎の口上書に、「十村同手代及び惣代肝煎の諸役は百姓入札を以て命ぜられ候様」といっているように、彼らは年貢収納機関である十村およびその手代の公選制を志向していたことはあきらかである。ここに御一新政治の最末端期間に彼ら自身の代表者を送りこむことによって、長年くるしめられてきた封建体制を打破し、近代社会を志向する意図を、かすかながらよみとることができるのである」と評した。
佐藤誠朗は1870年（明治3年）の越後国古志郡栃尾郷におけるいわゆる藤七騒動をめぐる論考において、村落的生活という視野を超えた政治的綱領を持ち得ない農民が、国家的な時代の変革期において「村役人の不正追求などの日常的闘争（村方騒動）に支えられて、個々の村役人ではなく地方的権力（藩・県）に向けて、村役人の単純な交替ではなく」制度自体の廃止を迫り、「封建的支配・収奪機構の廃絶を提起することによって、支配階級の動揺・分裂・矛盾を深化させ、いろいろな政治的勢力の多様な政治運動を呼び起こし、人民支配の再編にむけての彼らの階級的対処を軌道づけるところの、権力をめぐる闘争として評価しうるかどうか」が慶應以前における世直し一揆との質的相違を語る上において重要な視座であって、「明治元年（一八六八）八月の越後村松藩（南蒲原郡下田郷）の騒動、十月の会津の世直し騒動、二年（一八六九）十月の越中新川郡の「ばんどり騒動」などとともに、藤七騒動の特質は、大庄屋・村役人の罷免、村役人の特権廃止を前提とする村役人の公選を中心的課題としたという点において、地域変革を通じての地方的権力の変革と、それを媒介にしての日本全体の変革の問題にかかわり合いを持つに至ったのであって、慶応段階の、より厳密に言えば幕府倒壊以前の世直し騒動とは段階的に区別されるべきものである」と論じた。

### 地域における評価
本騒動の首魁と目された忠次郎は、自由民権運動の盛り上がる中で義民として顕彰の対象となり、1880年（明治13年）10月には塚越村の同人宅附近に宮崎忠次郎久明塚と彫られた顕彰碑が建立された。忠次郎の地元においてはその後も1930年（昭和5年）3月27日に忠次郎祭を挙行、同年10月に当時の農林大臣であった町田忠治の揮毫による義人之碑が建立され、1968年（昭和43年）には百周忌が催行され、また1979年（昭和54年）11月には110周年を期して義人宮崎忠次郎記念碑が建立されるなど、顕彰が続いている。これらの記念碑は老朽化に伴い、2020年（令和2年）7月に修復工事が行われた。また、中新川郡舟橋村の無量寺においては1992年（平成4年）よりばんどり騒動より着想を得た「越中舟橋ばんどり太鼓」と称する太鼓の演奏が行われている。

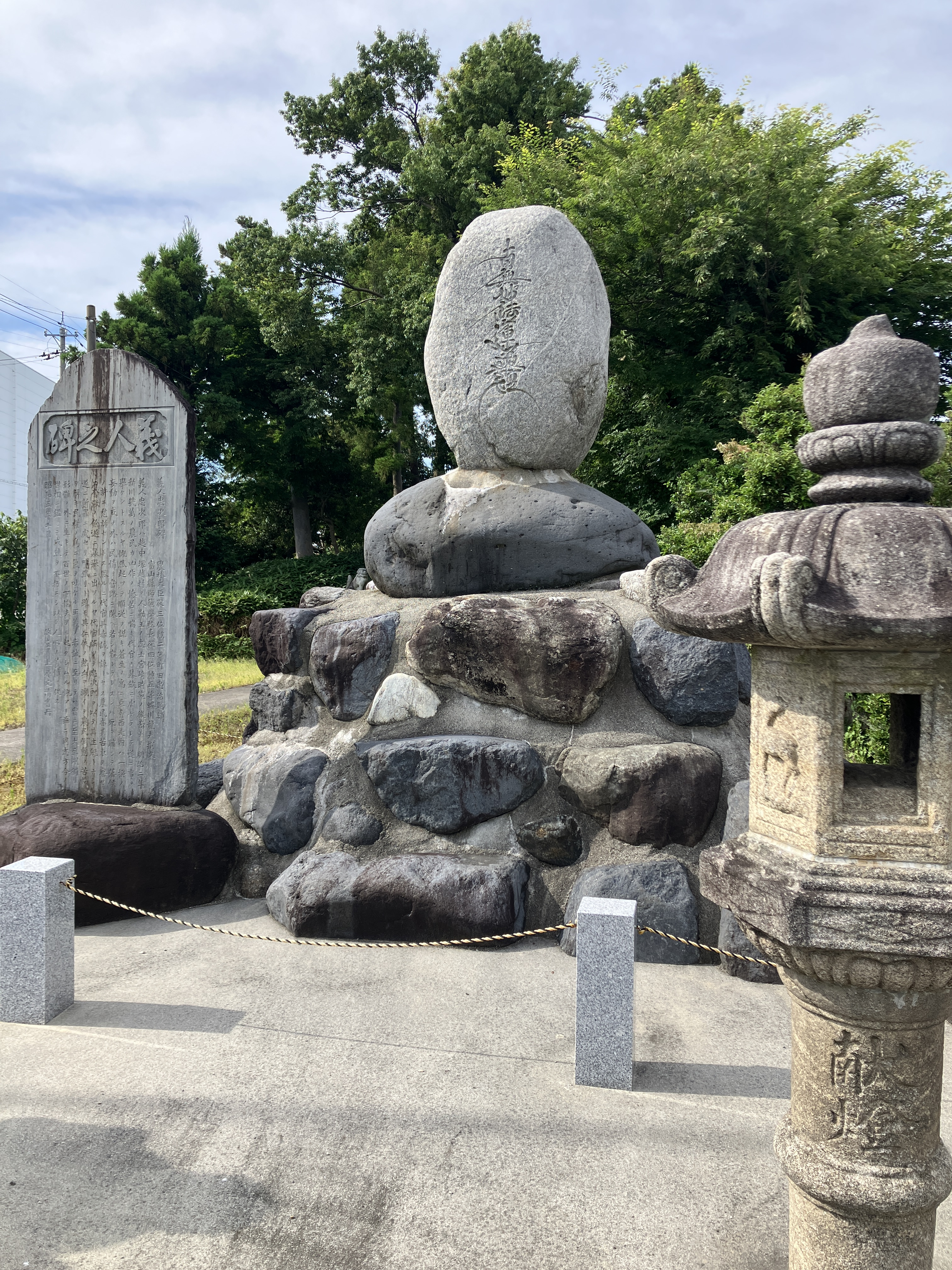
1880年（明治13年）建立の宮崎忠次郎久明塚と1930年（昭和5年）建立の義人之碑
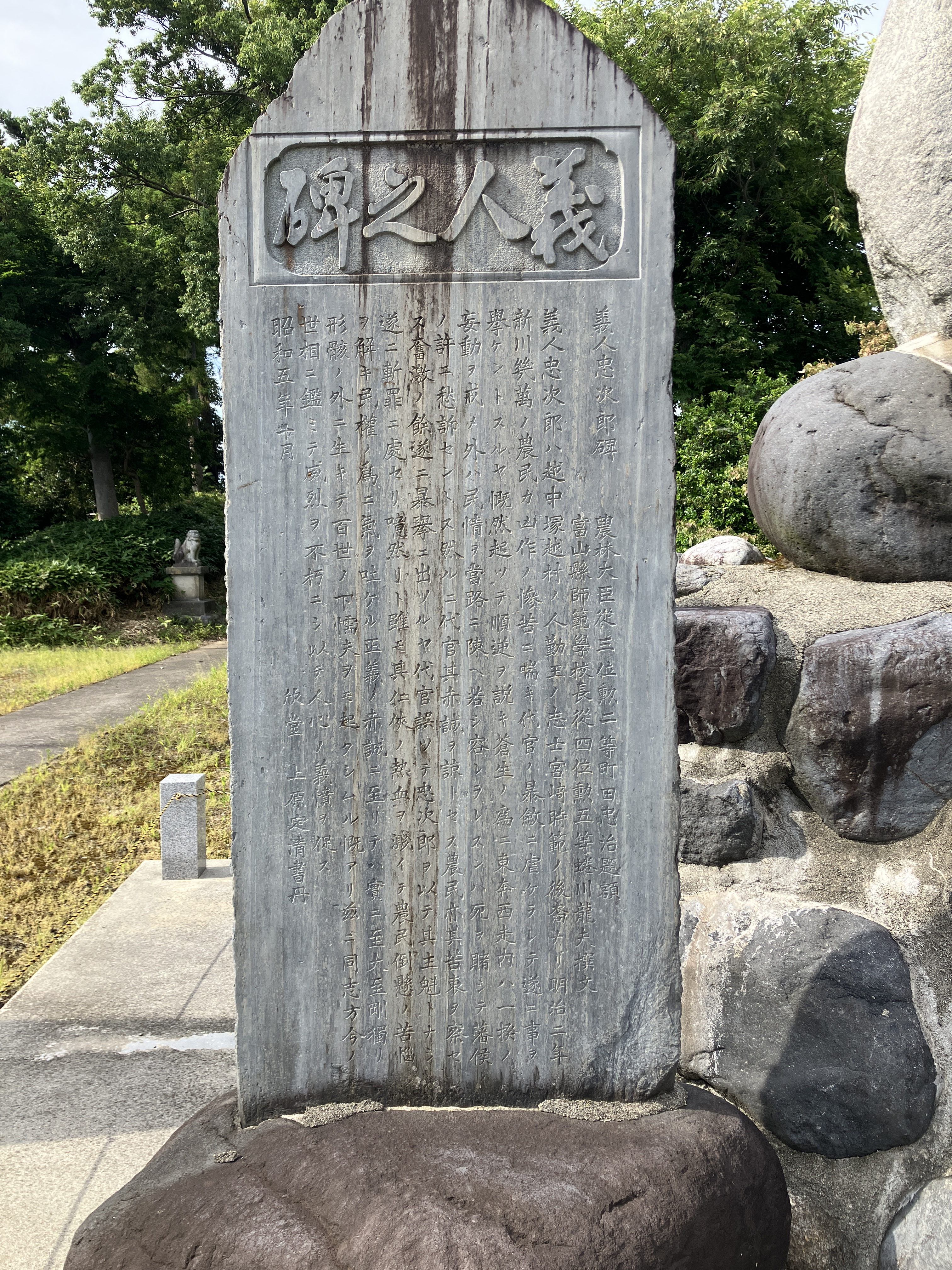
義人之碑（表）
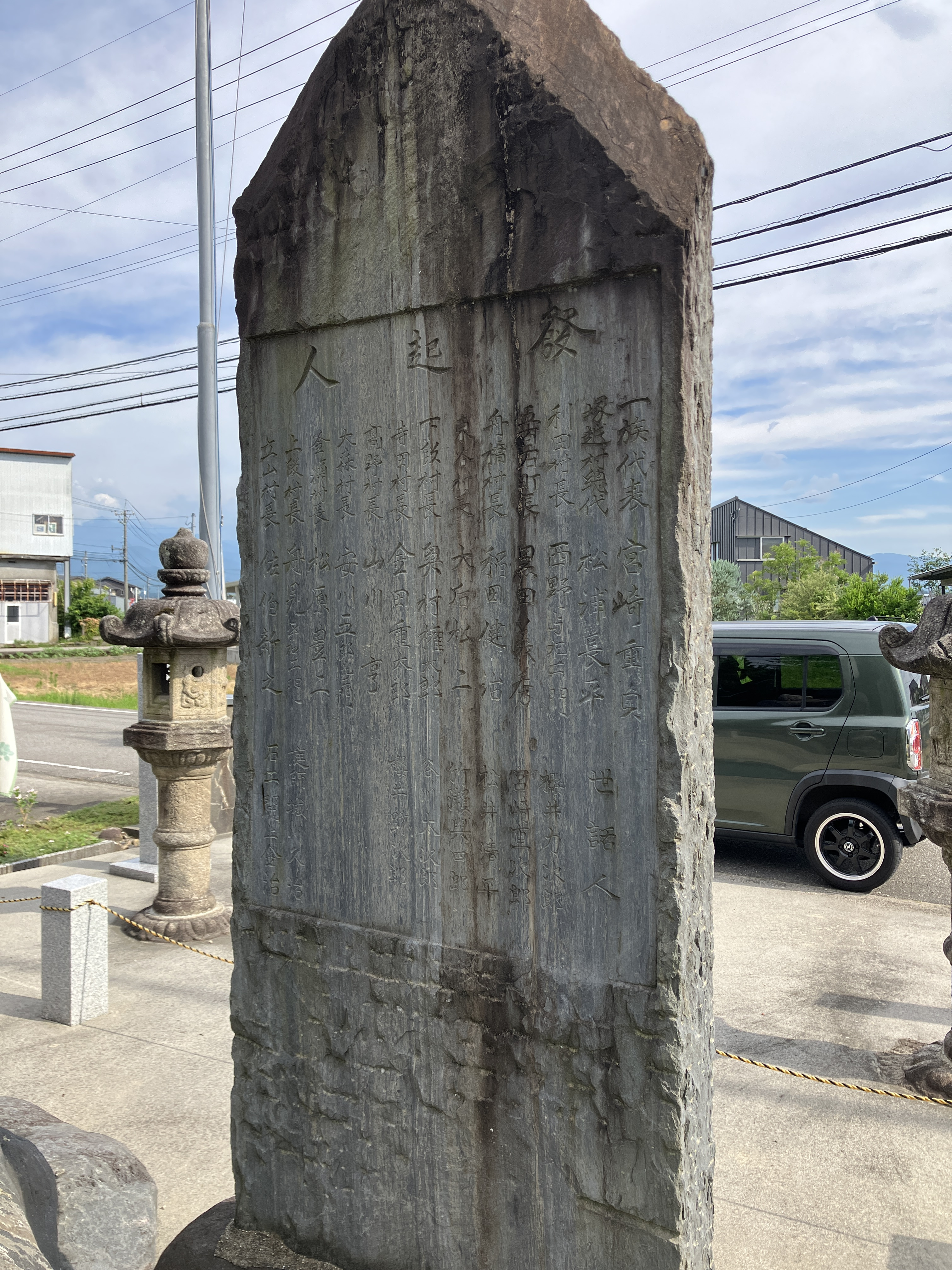
義人之碑（裏）
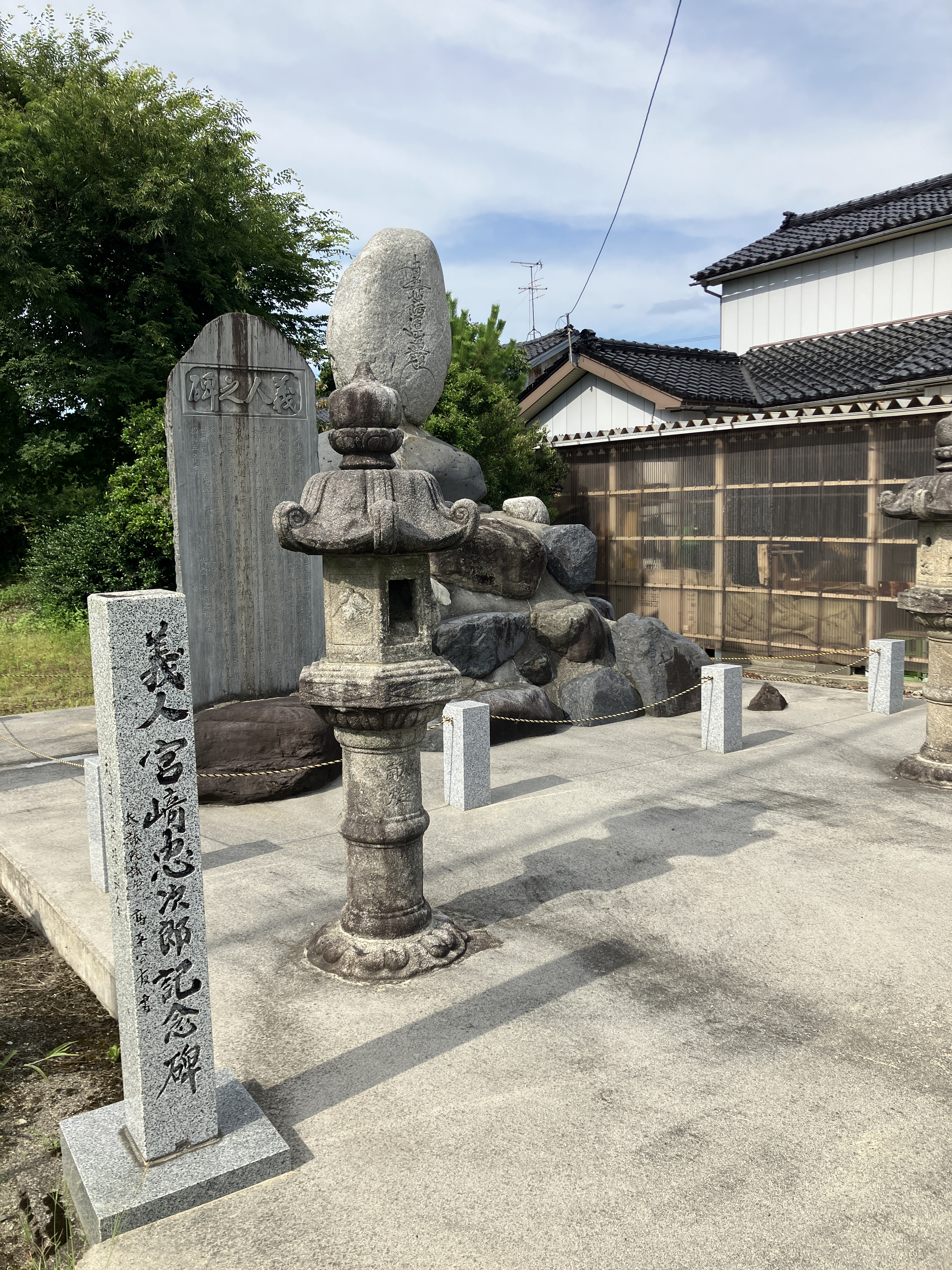
義人宮崎忠次郎記念碑（1979年（昭和54年）建立）
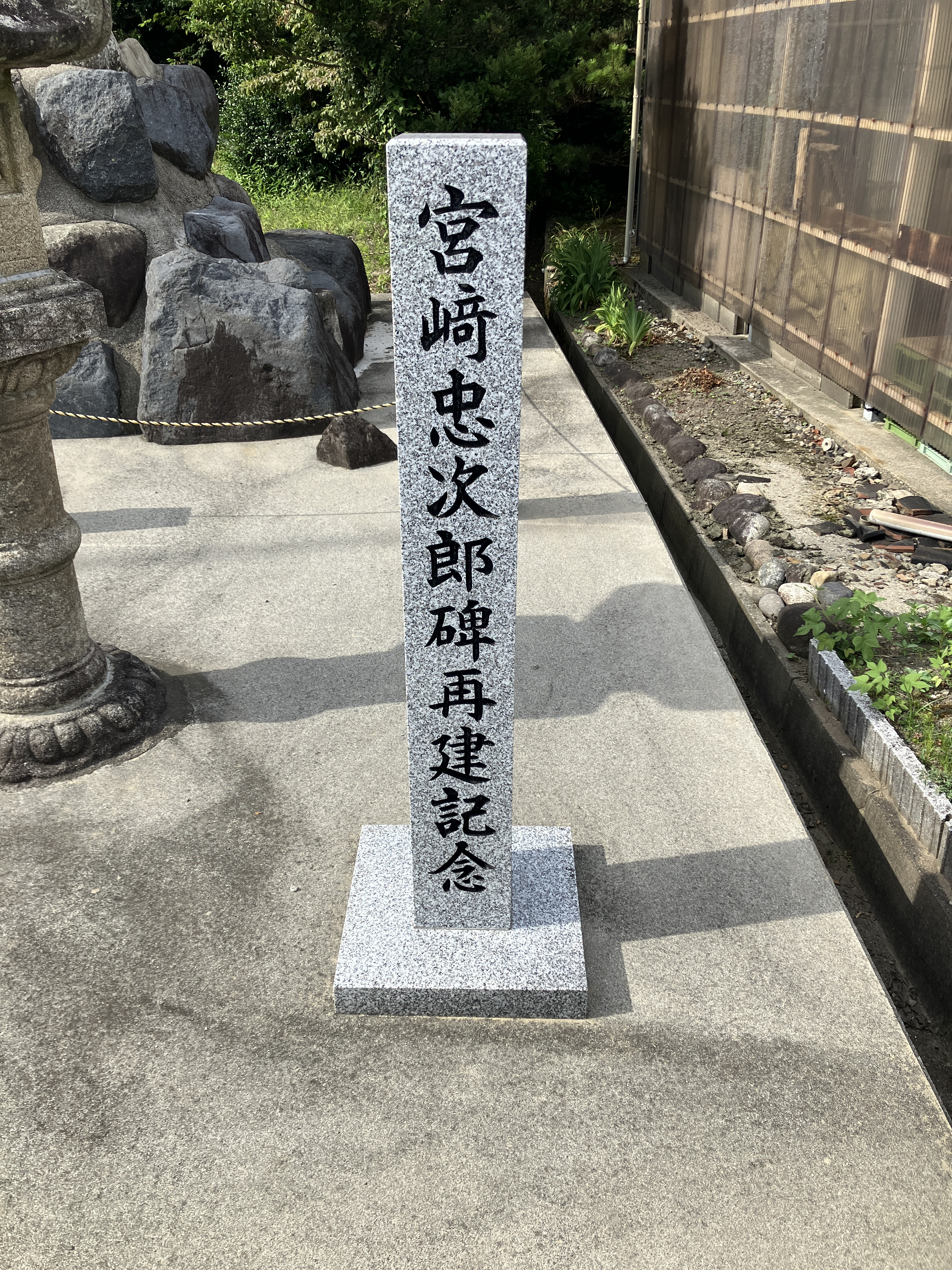
宮崎忠次郎碑再建記念碑（2020年（令和2年）建立）

## 忠次郎に対する評価
詳細については宮崎忠次郎の項を参照
忠次郎が義民としての評価を受ける一方、彼が純然たる貧農の出身ではなく、その家は奉公人を雇傭する10から20石の高持であり、自身も奥州や函館を遊訪した経験を有する人物であったことに認識の階級制の問題として注意をうながす郷土史もある。『富山県議会史』は「この騒動は浅生村伊七郎（紺屋営業）らの幹部を中心とする農民大衆の革命的エネルギーで展開したものであり、忠次郎はキャップとして迎えられた感じが深い」と評している。また、義民としての評価にそぐわない側面を指摘する史学者もある。